# Batalla del Nil

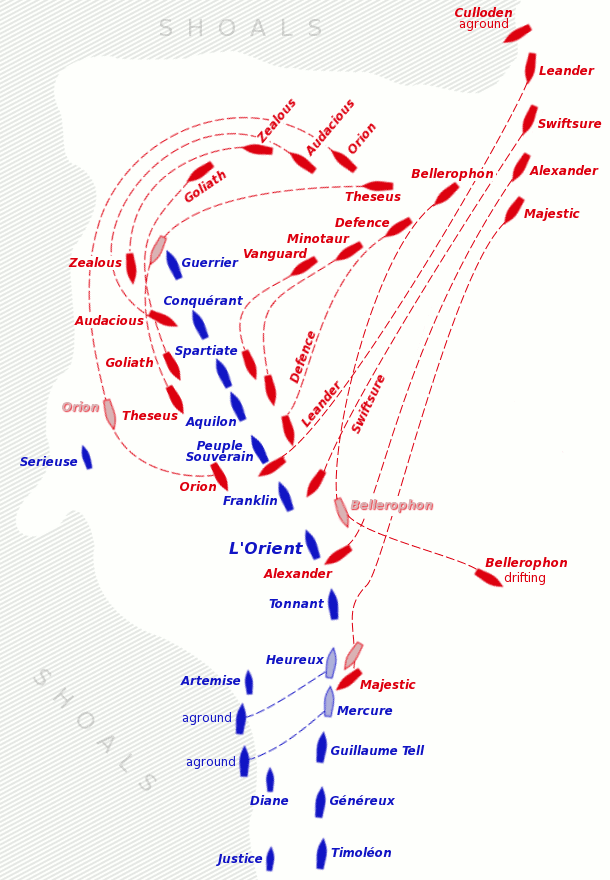
Mapa de les posicions i moviments durant la Batalla.
Les naus britàniques en vermell, les naus franceses, en blau

La batalla del Nil, fou una important batalla naval important durant les Guerres Revolucionàries Franceses entre una flota britànica ordenada per Horatio Nelson i una flota francesa comandada per François-Paul Brueys D'Aigalliers. La batalla va durar la tarda de l'1 d'agost i el matí del 2 d'agost de 1798. Les pèrdues franceses s'han estimat en 1.700 morts, incloent Brueys, i 3.000 capturats. Les pèrdues britàniques foren 218 morts.

## Antecedents
Napoleó Bonaparte es va proposar el 1798 amenaçar la posició britànica en l'Índia mitjançant la invasió i la conquesta francesa d'Egipte. L'expedició era també cultural i va incloure a molts científics, educadors, i especialistes tècnics, car els intel·lectuals francesos havien discutit la viabilitat realitzar un canal entre la Mar Roja i el mediterrani.

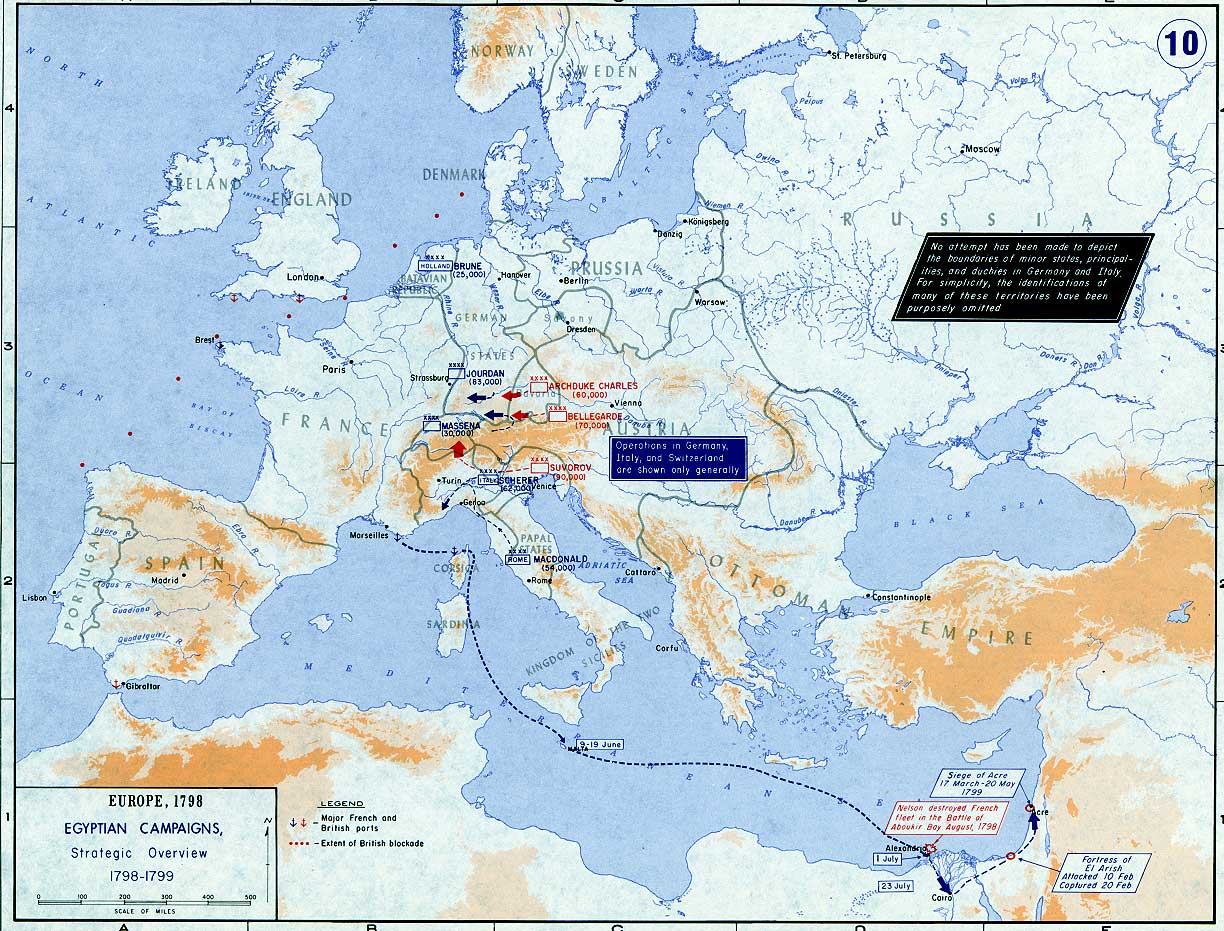
La campanya d'Egipte de 1798

Napoleó va entrar al port de La Valetta per reabastir les seves naus en camí a Egipte. Un cop fora de perill a l'interior del port va tornar les seves armes contra els seus amfitrions, i el Gran Mestre Ferdinand von Hompesch zu Bolheim va capitular i Napoleó es va allotjar a Malta durant uns dies, va establir una nova administració i va partir per a Egipte, deixant una guarnició important.
Tres setmanes després d'arribar a Egipte, un estol britànic de 14 naus comandades per Horatio Nelson, que havia estat navegant el mar Mediterrani cercant la flota francesa, finalment va caure sobre les 15 naus franceses que eren utilitzades donar suport la invasió.

## Preparatius
Els francesos estaven ancorades en la badia d'Abū Qīr, en les aigües baixes prop de la sorra, amb uns 14 metres de profunditat. El baix de sorra era utilitzat per a protegir el babord de la flota al sud-oest, mentre que el costat d'estribord va plantar cara al nord-est i a mar obert. Horatio Nelson ja era famós, i l'almirall Brueys havia estudiat les seves tàctiques en la batalla del cap de Sant Vicent, per tant, Brueys tenia la seva línia encadenada per les àncores, per a evitar que els Britànics la tallessin, derrotant-los en una acció nocturna. Brueys va esperar que la batalla comencés el matí pròxim, car ell no va creure els britànics s'arriscarien una trobada de la nit en una zona baixa sense registrar en carta de navegació. Sense pressa, les preparacions per al combat van començar, i possiblement els francesos es preparaven per a intentar escapar-se durant la nit.

## Batalla
Horatio Nelson va deixar a cada capità actuar en iniciativa. Mentre que la flota britànica s'acostava, Thomas Foley del Goliath va observar l'escletxa entre la primera nau de la flota francesa i la terra més propera, i va determinar que les cadenes ancorades per a apuntalar-la pandejaven prou profundament perquè el Goliath hi passés per sobre. El navili es va separar de la línia d'atac, i es va lliscar envoltant a l'altre costat de la flota francesa. Altres naus el van seguir, atacant als francesos per ambdós costats. Un dels navilis britànics, el Culloden, va embarrancar, però la resta de la flota va mantenir-se en la formació, i va començar a atacar la flota francesa un cop trencada la línia, d'un en un. El vent del nord va provocar que les naus franceses que no van entrar en combat no poguessin ajudar els seus companys.
La nau insígnia francesa, L'Orient va ser atacada pel Bellerophon, que va rebre danys, i llavors dels Alexander i Swiftsure. A les nou del vespre, L'Orient cremava, i la batalla es va detenir breument, les naus intentaven distanciar-se de l'explosió anticipada. Aproximadament a les deu, el foc va arribar al compartiment i el vaixell insígnia esclatà. Solament cent tripulants dels mil van sobreviure, nedant.
Solament dues naus franceses de l'extrem de la línia, el Généreux i el Guillaume, juntament amb les fragates Diane i la Justícia, van escapar. La resta va ser cremat com l'Artémise, o capturat el matí del 2 d'agost com la fragata francesa Sérieuse.
Nelson va ser ferit amb metralla al cap. El cirurgià Jefferson va creure que la ferida era superficial, però Nelson creia que era fatal i va demanar al seu capellà, Stephen Comyn. Van moure a Nelson on no fossin destorbats, i es va recuperar.

## Conseqüències
L'illa que dona pas a la Badia d'Abu Qir i on les tropes franceses estaven ancorades, va ser batejada amb el nom de Illa Nelson. Posteriorment, de retorn a casa amb les notícies d'Horatio Nelson, el Leander, capitanejat per Edward Berry va ser capturat pel Généreux, cosa que va endarrerir l'arribada de les notícies triomfants a Gran Bretanya.
La flota britànica havia destruït la flota de Napoleó, que havia desembarcat amb el seu exèrcit i va acabar la seva conquesta d'Egipte, i va intentar conquerir Síria, però quan la situació política a París va canviar, va abandonar a les seves tropes i va marxar per donar un cop i enderrocar la constitució, assegurant la seva pròpia elecció com Primer Cònsol. Napoleó es va coronar com a emperador el 2 de desembre de 1804.
La batalla va establir superioritat naval britànica durant la resta de les Guerres Revolucionàries Franceses, i contribuí a la fama cada vegada major de l'almirall Nelson.
Les forces franceses d'ocupació van ser molt impopular entre els maltesos a causa de l'hostilitat de les forces franceses cap al catolicisme. Les polítiques financeres franceses van enfurir als religiosos de Malta que es van revoltar, i van obligar els francesos a retirar-dins de les fortificacions de la ciutat. Regne de la Gran Bretanya, juntament amb el Regne de Nàpols i el Regne de Sicília van enviar municions i ajuda als maltesos i Gran Bretanya també va enviar la Royal Navy, que va bloquejar les illes. El general Claude-Henri Belgrand de Vaubois va rendir les seves forces en 1800, i els líders de Malta van demanar a Sir Alexander Ball que l'illa es convertís en un domini britànic.